# Dalgona

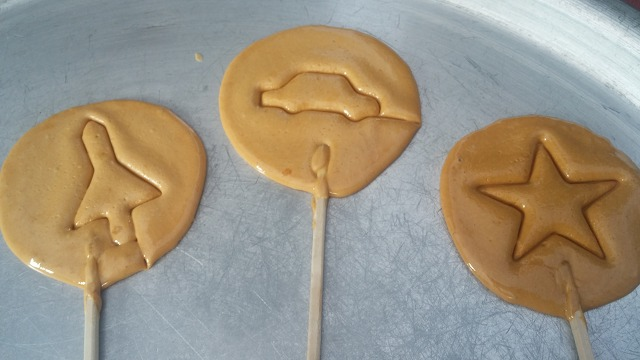
Dalgonas

La dalgona (달고나) o ppopgi (뽑기) es una galleta de origen  coreano hecho con azúcar derretido y bicarbonato de sodio. Era un bocadillo popular en las décadas de 1970 y 1980, y todavía se come como comida retro. Dalgona era originalmente un término específico para dulces de precio elevado que usaban glucosa y que no usaban molde, mientras que ppopgi se refería a dulces que usaban azúcar y, por lo tanto, se podían moldear fácilmente en formas como estrellas y círculos. Debido a los problemas de la dalgona en cuanto a su susceptibilidad al enmohecimiento, la palabra dalgona comenzó a referirse a los mismos alimentos que ppopgi. Aunque se llamaba principalmente ppopgi (뽑기) en la provincia de Gyeonggi, incluido Seúl y Incheon, tiene un nombre diferente en cada región, siendo llamado ttigi (띠기) en la provincia de Chungcheong, incluida Daejeon, gukja (국자), ttongwaja (똥과자) o pajjakkung (파짜꿍) en la provincia de Gyeongsang del norte, incluido Daegu, jjokja (쪽자) cerca la provincia de Gyeongsang del Sur y Busan, orittegi/orittigi (오리떼기/오리띠기) en Masan, y ttegi (떼기) en Jeju.
En Corea del Sur es muy popular entre niños, ya que a este dulce se le coloca un molde de cualquier forma (estrellas, corazones, etc.), para luego ir rompiéndolo, logrando sacar la forma deseada. Si esto se consigue, la mayoría de vendedores te regalan otra dalgona o juguete como recompensa.

## Historia
La preparación de este dulce se hizo viral en redes sociales, principalmente en TikTok, en 2021, al popularizarse la serie surcoreana llamada El juego del calamar, en la que en cierto punto de la serie se tiene que romper la forma que se encuentra en la dalgona. Miles de personas alrededor del mundo han intentado recrear la receta, representando uno de los mayores retos de internet del año.